# Драго Јерман
Драго Јерман Маташа (Накло, код Чрномеља, 15. август 1919 — Пула, 14. октобар 1998) учесник Народноослободилачке борбе, генерал-мајор ЈНА и народни херој Југославије.

## Биографија
Рођен је 15. августа 1919. у Наклу код Чрномеља.  У породици је било деветоро деце, а отац му је био сиромашан сељак. Године 1935. отишао је у Чрномељ, на пекарски занат. Године 1938. запослио се као пекарски радник, и радио до јесени 1940, кад је позван у војску. Почетак Другог светског рата затекао га је у Боки Которској.
После распада југословенске краљевске војске, упутио се кући, али су га код Босанског Брода заробили Немци. После три дана успео је, с још два друга, да побегне. Након повратка кући, запослио се у млину, а у августу 1941. приступио је Народноослободилачком покрету. Због прогона од непријатеља, 4. јуна 1942. отишао је у партизане. С њим је тада пошло још десет бораца. Прикључио се 2. чети 3. батаљона Белокрањског НОП одреда, који је тада био у селу Брезова Ребер. Дана 24. октобра 1942. примљен је у чланство Комунистичке партије. Као способан и храбар борац убрзо је постао командир вода, а затим чете и батаљона. Учествовао је децембра 1942. у борбама Белокрањског одреда код Рожног Дола, код Зајца (на Горјанцима), у нападу на Храст и остало. Од јесени 1942. био је у 5. словеначкој бригади „Иван Цанкар” и с њом учествовао у нападима на села Примсково, Полица, Прекрижје. После капитулације Италије, учествовао је у ослобађању Новог Места, Требња и Гросупља. Дана 18. октобра 1943. именован је за начелника штаба бригаде „Иван Цанкар”. Године 1944. постао је командант 12. словеначке штајерске бригаде 15. дивизије и с њом је водио борбе око Новог Места. Брањена је ослобођена територија, извршена је акција на железничку пругу Гросупље—Кочевје, нападани су непријатељски положаји око Вишње горе и на другим местима куда је његова бригада пролазила. У јануару 1945. је похађао курс за више официре и постао оперативни официр Главнога штаба Словеније. Рањен је три пута током рата. Због треће, тешке ране био је на лечењу у Барију.
После рата, остао је у ЈНА и вршио различите дужности: начелник штаба дивизије, командант гарнизона у Травнику, начелник у Војној академији ЈНА и друге. Након пензионисања живео је у Пули и био активан у штабу територијалне одбране општине, у градској конференцији ССРН и другде. Имао је чин Генерал-мајора.
Преминуо је 14. октобра 1998. године у Пули.
Носилац је Партизанске споменице 1941. и других југословенских одликовања. Орденом народног хероја одликован је 27. новембра 1953. године.

## Одликовања
- Орден народног хероја
- Орден заслуга за народ са сребрним зрацима
- Орден братства и јединства са сребрним венцем
- Орден народне армије са златном звездом
- Орден народне армије са сребрном звездом
- Орден за храброст
- Партизанска споменица 1941.
- Орден партизанске звезде са пушкама